# Gran Premi de l'Argentina del 1974
Resultats del Gran Premi de l'Argentina de Fórmula 1 de la temporada 1974, disputat al circuit Oscar Alfredo Galvez de Buenos Aires, el 13 de gener del 1974.

## Resultats
| Pos | No | Pilot                | Equip               | Voltes | Temps/ Retirada        | Pos. de sortida | Punts |
| --- | -- | -------------------- | ------------------- | ------ | ---------------------- | --------------- | ----- |
| 1   | 6  | Denny Hulme          | McLaren - Ford      | 53     | 1h 41' 02. 01          | 10              | 9     |
| 2   | 12 | Niki Lauda           | Ferrari             | 53     | + 9.27 s               | 8               | 6     |
| 3   | 11 | Clay Regazzoni       | Ferrari             | 53     | + 20.41 s              | 2               | 4     |
| 4   | 33 | Mike Hailwood        | McLaren - Ford      | 53     | + 31.79 s              | 9               | 3     |
| 5   | 14 | Jean Pierre Beltoise | BRM                 | 53     | + 51.84 s              | 14              | 2     |
| 6   | 4  | Patrick Depailler    | Tyrrell - Ford      | 53     | + 1' 52.48 min.        | 15              | 1     |
| 7   | 7  | Carlos Reutemann     | Brabham - Ford      | 52     | Sense combustible      | 6               |       |
| 8   | 10 | Howden Ganley        | March - Ford        | 52     | Sense combustible      | 19              |       |
| 9   | 15 | Henri Pescarolo      | BRM                 | 52     | + 1 Volta              | 21              |       |
| 10  | 5  | Emerson Fittipaldi   | McLaren - Ford      | 52     | + 1 Volta              | 3               |       |
| 11  | 27 | Guy Edwards          | Lola - Ford         | 51     | + 2 Voltes             | 25              |       |
| 12  | 28 | John Watson          | Brabham - Ford      | 49     | + 4 Voltes             | 20              |       |
| 13  | 1  | Ronnie Peterson      | Lotus - Ford        | 48     | + 5 Voltes             | 1               |       |
| Ret | 26 | Graham Hill          | Lola - Ford         | 45     | Motor                  | 17              |       |
| Ret | 2  | Jacky Ickx           | Lotus - Ford        | 36     | Embragatge             | 7               |       |
| Ret | 8  | Richard Robarts      | Brabham - Ford      | 36     | Caixa canvi            | 22              |       |
| Ret | 9  | Hans Joachim Stuck   | March - Ford        | 31     | Embragatge             | 23              |       |
| Ret | 37 | François Migault     | BRM                 | 31     | Pèrdua d'aigua         | 24              |       |
| Ret | 3  | Jody Scheckter       | Tyrrell - Ford      | 25     | Motor                  | 12              |       |
| Ret | 18 | Carlos Pace          | Surtees - Ford      | 21     | Suspensions            | 11              |       |
| Ret | 20 | Arturo Merzario      | Iso Marlboro - Ford | 19     | Sobreescalfament motor | 13              |       |
| Ret | 24 | James Hunt           | March - Ford        | 11     | Sobreescalfament motor | 5               |       |
| Ret | 19 | Jochen Mass          | Surtees - Ford      | 10     | Motor                  | 18              |       |
| Ret | 16 | Peter Revson         | Shadow - Ford       | 1      | Accident               | 4               |       |
| Ret | 17 | Jean Pierre Jarier   | Shadow - Ford       | 0      | Accident               | 16              |       |

## Altres
- Pole: Ronnie Peterson 1' 50. 78

- Volta ràpida: Clay Regazzoni 1' 52. 10 (a la volta 38).